# Kurt-Olof Sundström

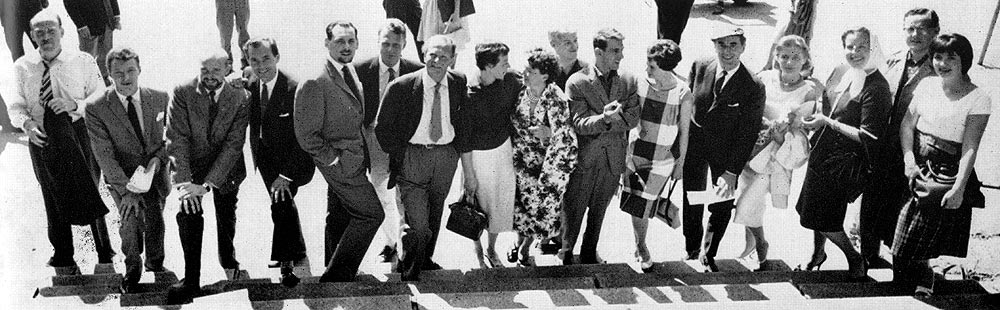
Sundström (tercero por la izq.) junto a los componentes de la temporada televisiva 1960/1961

Kurt-Olof Sundström (2 de abril de 1924 - 12 de octubre de 1993) fue un actor, director y guionista de nacionalidad sueca.

## Biografía
Su nombre completo era Kurt Olof Thure Sundström, y nació en Ösmo, Suecia. Entre 1944 y 1953 actuó en el Teatro Dramaten, donde interpretó un total de unos 50 papeles. También dirigió las representaciones de las obras Kunde hända en 1950 y Harlekino och Harlekina en 1952. En los años 1960 empezó a trabajar en las emisiones de teatro televisivo, dirigiendo un buen número de ellas entre 1965 y 1989. 
Sundström fue director entre 1961 y 1965 del Teatro Popular de Gotemburgo. Durante su mandato, el repertorio del teatro incluyó diferentes obras de autores extranjeros.
Kurt-Olof Sundström falleció en Estocolmo, Suecia, en el año 1993.

## Filmografía

### Director
- 1966 : Krapps sista band
- 1966 : Tupp tupp men ingen höna
- 1967 : De löjliga preciöserna
- 1969 : Biprodukten
- 1970 : Småborgerbryllup
- 1971 : Vad händer sedan, Ali?
- 1974 : Erik XIV
- 1976 : Scapins rackartyg
- 1980 : Huset i världens mitt
- 1982 : Trollkarlens pojke
- 1983 : Skuggan av Mart
- 1983 : Herr Sleeman kommer
- 1987 : Paganini från Saltängen
- 1989 : Alla älskade Alice

### Guionista
- 1987 : Paganini från Saltängen
- 1989 : Alla älskade Alice

### Actor
- 1951 : La señorita Julie
- 1951 : Örnarnas dal
- 1952 : Möte med livet
- 1954 : Karin Månsdotter
- 1958 : Oh, mein Papa
- 1959 : Måsen
- 1960 : Simon och Laura
- 1960 : Myteriet på Caine
- 1960 : Den respektfulla skökan
- 1960 : Diana går på jakt
- 1960 : Fröken Rosita
- 1961 : Vildanden
- 1961 : Eurydike
- 1961 : Dacke
- 1962 : Dödens arlekin
- 1962 : På jakt efter lyckan
- 1966 : Woyzeck
- 1970 : Röda rummet
- 1980 : Sinkadus

## Teatro (selección)

### Actor
- 1948 : De vises sten, de Pär Lagerkvist, dirección de Alf Sjöberg, Dramaten
- 1949 : Lycko-Pers resa, de August Strindberg, dirección de Göran Gentele, Dramaten
- 1949 : Muerte de un viajante, de Arthur Miller, dirección de Alf Sjöberg, Dramaten
- 1949 : En dag av tusen, de Maxwell Anderson, dirección de

 Olof Molander, Dramaten
- 1950 : Ljungby horn, de Frans Hedberg, dirección de Carl-Henrik Fant, Dramaten
- 1951 : Erik XIV, de August Strindberg, dirección de Alf Sjöberg, Dramaten
- 1951 : Chéri, de Colette, dirección de Mimi Pollak,

### Director
- 1952 : Harlekino och Harlekina, de Else Fisher, Dramaten
- 1955 : Jeg vil være en Anden, de Leck Fischer, adaptación de Arne Lindberg, Norrköping-Linköping stadsteater
- 1956 : Vår ofödde son, de Vilhelm Moberg, Norrköping-Linköping stadsteater
- 1956 : La locandiera, de Carlo Goldoni, adaptación de Kurt-Olof Sundström, Norrköping-Linköping stadsteater
- 1957 : The Road to Rome, de Robert E. Sherwood, adaptación de Stig Ahlgren, Norrköping-Linköping stadsteater
- 1957 : Die Gesichte der Simone Machard, de Bertolt Brecht y Hanns Eisler, adaptación de Kurt-Olof Sundström, Norrköping-Linköping stadsteater
- 1963 : Casa con dos puertas, mala es de guardar, de Pedro Calderón de la Barca, Folkteatern de Gotemburgo[4]
- 1964 : Der Bürgermeister, de Gert Hofmann, Folkteatern[5]
- 1964 : Los dos hidalgos de Verona, de William Shakespeare, Folkteatern[6]
- 1965 : Hay Fever, de Noël Coward, Folkteatern[7]
- 1968 : Tango, de Slawomir Mrozek, Malmö stadsteater

## Radioteatro
- 1948 : Antonio y Cleopatra, de William Shakespeare, dirección de Alf Sjöberg[8]
- 1950 : Salig överstens döttrar, de Katherine Mansfield, dirección de Gustaf Molander[9]